# National Radio 1
 (avril 2013).
Radio Nationale 1 est une station de radio nationale, de langue anglaise, exploitée par TDK Media Ltd à Chypre, diffusant des titres des années 1980, 1990 et d'aujourd'hui. La station s'adresse aux résidents et aux visiteurs anglophones de la plus populaire des îles méditerranéennes. 
Radio Nationale 1 a été lancé à 7h00 le 26 avril 2008 et fonctionne 24h/24 en offrant un programme de musique, de divertissement, de l'information sur Chypre et le monde entier.

## Source
- (en) Cet article est partiellement ou en totalité issu de l’article de Wikipédia en anglais intitulé « National Radio 1 » (voir la liste des auteurs).